# Retentionsindex
Ein Retentionsindex (Mehrzahl Retentionsindices, auch als Kovats-Index bekannt) ermöglicht eine geräteunabhängige Normierung der Retentionszeiten in der Gaschromatographie. Dadurch wird es möglich, auch Daten anderer Laboratorien zur Substanzidentifizierung heranzuziehen.

## Geschichte
Bei der Beschäftigung mit der damals neuen Methode der Gaschromatographie entwickelte Ervin Kováts 1958 das System der Retentionsindices. Sie gelten als bahnbrechende Erkenntnis für die Nutzung der Gaschromatographie als Analysenmethode. Das Konzept wurde später verfeinert. M.L. Lee publizierte 1979 sein Konzept für den heute so genannten Lee-Index für aromatische Kohlenwasserstoffe.

## Kovats-Index
Der Kovats-Index nutzt die Beziehung zwischen Kohlenstoffgehalt und Retentionszeit einer Substanz in einem gaschromatographischen System, um einen geräteunabhängigen Wert zur Identifikation unbekannter Substanzen zu erhalten.
Für die isotherme Gaschromatographie wird er durch folgende Gleichung beschrieben:
{\displaystyle I=100\times \left[n+(N-n){\frac {\log(t_{r({\text{unknown}})}')-\log(t_{r(n)}')}{\log(t_{r(N)}')-\log(t_{r(n)}')}}\right]}
Wobei gilt:
{\displaystyle I=} Kovats Retentionszeit-Index,
{\displaystyle n=} Anzahl der Kohlenstoffatome des ersten n-Alkans,
{\displaystyle N=} Anzahl der Kohlenstoffatome des zweiten n-Alkans,
{\displaystyle t_{r}=} Retentionszeit
Für temperaturprogrammierte Gaschromatographie wird der Kovats-Index durch folgende Gleichung beschrieben:
{\displaystyle I=100\times \left[n+(N-n){\frac {t_{r({\text{unknown}})}-t_{r(n)}}{t_{r(N)}-t_{r(n)}}}\right]}
Wobei gilt:
{\displaystyle I=} Kovats Retentionszeit-Index,
{\displaystyle n=} Anzahl der Kohlenstoffatome des ersten n-Alkans,
{\displaystyle N=} Anzahl der Kohlenstoffatome des zweiten n-Alkans,
{\displaystyle t_{r}=} Retentionszeit

## Lee-Index
Lees Retentionszeit-Indizes werden in Analogie zu den Kovats-Indizes für die Referenzsubstanzen Benzol, Naphthalen, Phenanthren, Chrysen und Picen bestimmt.